# Sonate pour violon et piano d'Emmanuel
Pour les articles homonymes, voir Sonate pour violon et piano.
Le Sonate pour violon et piano en ré mineur, op. 6, est une œuvre de Maurice Emmanuel composée en 1902. Avec le Quatuor à cordes op. 8, composé en 1903, l'œuvre est marquée par une tentative du compositeur de surmonter le rejet qu'avait rencontré la Sonate pour violoncelle et piano op. 2, dont le langage était audacieusement enrichi par l'utilisation de modes anciens. 

## Composition

### Contexte
Maurice Emmanuel a composé plusieurs Sonates pour divers instruments, dont le violon, détruites en 1922 parmi une quarantaine de partitions écrites dans un langage qui ne correspondait pas à sa personnalité profonde mais plus au goût des professeurs du conservatoire de Paris : élève de Léo Delibes, Emmanuel avait été durement sanctionné pour son audacieuse Sonate pour violoncelle et piano op. 2, au point de se voir interdire de se présenter pour le prix de Rome, en 1888. Dans la biographie qu'il lui consacre, Christophe Corbier présente la période qui s'ouvre devant le jeune musicien comme une inexorable « spirale de l'échec ».
La Sonate pour violon et piano est composée en 1902, année marquée par la création de Pelléas et Mélisande d'un ancien camarade d'Emmanuel au Conservatoire, Claude Debussy. Ce nouvel opéra lui apparaît comme une révélation, qui entraîne « une réaction en lui. À ce moment se produit le retour de l'inspiration primordiale, spontanée ». Avec le Quatuor à cordes op. 8 composé en 1903, la Sonate pour violon traduit ainsi une « sortie de crise » pour le compositeur.

### Création
La première audition en public a lieu Salle Pleyel, le 26 avril 1906, dans un concert de la Société des compositeurs, avec Joseph Debroux au violon et Charles Tournemire au piano. L'œuvre est publiée l'année suivante aux éditions Durand.

## Analyse

### Structure
L'œuvre est en trois mouvements :
1. Allegro moderato — à 
 et
2. Adagio non troppo — à
3. Allegro giocoso, ma non troppo vivace — à 
 avec une section Adagio espressivo à

### Style
La Sonate pour violon et piano est encore « peu représentative du style du compositeur, mais elle a eu le mérite de le remettre dans la bonne voie ». Harry Halbreich juge la partition « longue, tonale, cyclique, franckiste, parfaitement digne d'exister à côté de tant d'autres de cette époque, mais bien peu caractéristique de son génie propre ».
Henry Woollett rapproche également l'œuvre des « grandes sonates de Franck et de Vincent d'Indy », mais relève le style « toutefois très personnel et les harmonies audacieuses, avec une libre utilisation de dissonances ».
Dans le premier mouvement, Allegro moderato, le premier thème est exposé au piano, « puis repris au violon en augmentation. Le second thème (en fa majeur) est court et la reprise suit immédiatement. Dans le développement, le thème initial est transformé ; il est inversé et apparaît en canon. Après la réexposition des deux thèmes, ils sont à nouveau développés dans une longue coda ».
Le deuxième mouvement est un Adagio non troppo, sous forme de récitatif, dans lequel « le premier thème réapparaît ».
Le finale, Allegro giocoso, ma non troppo vivace, s'ouvre sur une introduction « avant l'exposition du rondo, audacieux et animé. Le thème est dérivé du premier thème du premier mouvement. Commençant en croches, il revient ensuite en noires pour former le premier couplet ; le refrain est maintenant en si bémol mineur. Le second couplet ramène le thème en noires ; il est interrompu par une brève réminiscence de l'adagio, puis le refrain revient à nouveau, aboutissant à une coda dans laquelle le même thème initial apparaît une fois encore, cette fois en blanches ».

## Discographie
Dans le disque consacré à la musique de chambre de Maurice Emmanuel réalisé pour le label Timpani en 2010, Harry Halbreich regrette que la Sonate pour violon et piano n'ait pas « pu trouver place sur ce disque pour une question de durée ». L'œuvre a été enregistrée en 2013 par Frédéric Angleraux au violon et François Killian au piano.
- Maurice Emmanuel, Chamber music and songs : Violin Sonata in D minor op.6, Suite on Greek Folksongs op.10, Musiques op.17 — Frédéric Angleraux (violon), Hélène Hébrard (mezzo-soprano), François Killian (piano) — 5-11 décembre 2013, Toccata Classics, TOCC0231 [livret en ligne] (OCLC 880359512) (premier enregistrement mondial)

### Ouvrages de Maurice Emmanuel
- Maurice Emmanuel, Mes Avatars, La Pierre-qui-Vire, Éditions Zodiaque (n°139), 1984

### Ouvrages généraux
- Harry Halbreich, « Maurice Emmanuel », dans François-René Tranchefort (dir.), Guide de la musique de chambre, Paris, Fayard, coll. « Les Indispensables de la musique », 1987, 995 p. (ISBN 2-213-02403-0, OCLC 21318922, BNF 35064530), p. 307-309.
- Henry Woollett, « Emmanuel, Maurice », dans Walter Willson Cobbett (dir.), Dictionnaire encyclopédique de la musique de chambre, vol. I : A–J, Paris, Robert Laffont, coll. « Bouquins », 1999 (1re éd. 1929) (ISBN 2-221-07847-0), p. 444.

### Monographies
- Christophe Corbier, Maurice Emmanuel, Paris, Bleu nuit éditeur, 2007, 176 p. (ISBN 978-2-913575-79-0 et 2-913575-79-X).
- Sylvie Douche (dir.), Maurice Emmanuel, compositeur français, Université de Paris-Sorbonne (Paris IV), Prague, Bärenreiter, 2007, 288 p. (ISBN 978-80-86385-34-1 et 80-86385-34-5, OCLC 312635540).